# Ốm nghén
Ốm nghén, còn gọi là buồn nôn và nôn khi mang thai (NVP), là một triệu chứng của thai kỳ liên quan đến buồn nôn hoặc nôn. Mặc dù tên gọi, buồn nôn hoặc nôn có thể xảy ra bất cứ lúc nào trong ngày. Thông thường những triệu chứng này xảy ra giữa tuần thứ 4 cho đến tuần 16 của thai kỳ. Khoảng 10% thai phụ vẫn có triệu chứng sau tuần thứ 20 của thai kỳ. Một dạng nghiêm trọng của tình trạng này được gọi là nôn nghén, dẫn đến giảm cân ở thai phụ.

## Nguyên nhân
Nguyên nhân gây ra ốm nghén vẫn chưa được làm rõ nhưng có thể liên quan đến việc thay đổi mức độ  của nội tiết tố tuyến sinh dục ở người. Một số người đã đề xuất rằng nó có thể hữu ích từ quan điểm tiến hóa. Chẩn đoán chỉ nên xảy ra sau khi các nguyên nhân có thể khác đã được loại trừ.

## Triệu chứng
Ốm nghén ảnh hưởng đến khoảng 70–80% thai phụ ở một mức độ nào đó. Khoảng 60% thai phụ bị nôn. Nôn nghén xảy ra ở khoảng 1,6% thai kỳ. Ốm nghén có thể ảnh hưởng tiêu cực đến chất lượng cuộc sống, dẫn đến giảm khả năng làm việc trong thai kỳ và tốn kém chi phí chăm sóc sức khỏe thai phụ. Nhìn chung các trường hợp nhẹ đến trung bình đều không có tác dụng đối với thai nhi. Hầu hết các trường hợp nghiêm trọng cũng có kết quả bình thường. Một số thai phụ lựa chọn cách phá thai do mức độ nghiêm trọng của các triệu chứng. Các biến chứng như bệnh não Wernicke hoặc hội chứng Boerhaave có thể xảy ra nhưng rất hiếm.
Đau bụng, sốt, hoặc đau đầu thường không xuất hiện trong tình trạng ốm nghén.

## Điều trị
Uống vitamin trước khi mang thai có thể làm giảm nguy cơ ốm nghén. Điều trị cụ thể khác với chế độ ăn nhạt nhẽo có thể không cần thiết cho các trường hợp bị nghén nhẹ. Sử dụng doxylamine và pyridoxine ngay từ đầu được khuyên dùng để điều trị. Có bằng chứng hiếm hoi rằng gừng có thể hữu ích. Đối với những trường hợp nặng không được cải thiện bằng các biện pháp trên thì methylprednisolone có thể dược dùng thử. Khi thai phụ giảm cân thì việc cho ăn bằng ống là biện pháp có thể được các bác sĩ khuyên dùng.